# Jean-Baptiste Monnoyer

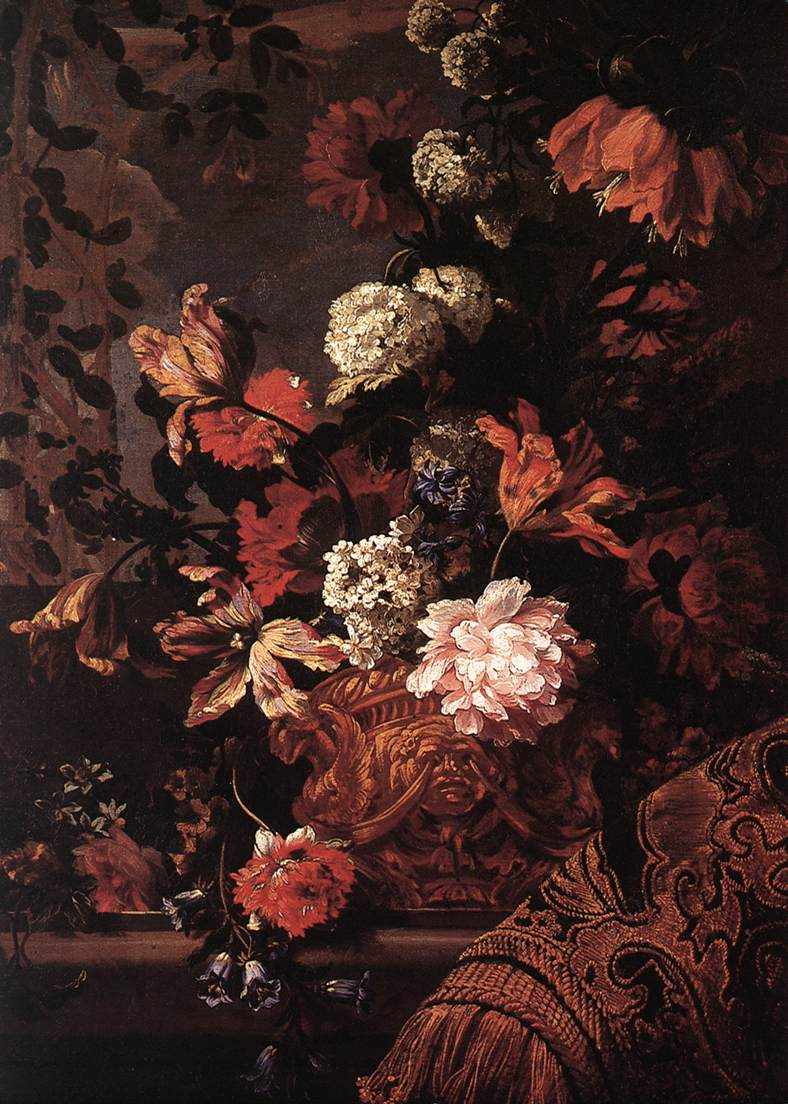
Ramo de flores, en el Musée des Beaux-Arts, Marsella.

Jean-Baptiste Monnoyer (Lille, 1636 - Londres, 1699) fue un pintor franco-flamenco, activo en Francia e Inglaterra que cultivó con gran éxito la pintura de flores y frutas, además de otros géneros como la pintura de historia y el paisaje.
Si bien se conoce poco de sus años de formación, probablemente estudió pintura de historia en Amberes. Se estableció en París en 1650, trabajando en la decoración del Hôtel Lambert en Ile Saint-Louis, uno de los proyectos más importantes del momento que atraería a muchos de los pintores más famosos de Francia. Colaboró ampliamente, con Charles Le Brun, de quien fue protegido, en el Gran Trianón de Versalles, y posteriormente con Hyacinthe Rigaud y Philippe de Champaigne, con el que trabajó conjuntamente en el apartamento de la reina en el castillo de Vincennes, pintando guirnaldas de flores en los techos. 
En 1690 marchó a Inglaterra llamado por Ralph Montagu, más tarde primer duque de Montagu, decorando varias habitaciones y la escalera de Montagu House. Su habilidad fue admirada tanto por los aristócratas ingleses como por los franceses, y fue empleado en Burlington House por Charles Howard, tercer conde de Carlisle, en el Palacio de Kensington por Charles Beauclerk, primer duque de Saint Albans, y en otros lugares.